# Paraison
La paraison est en verrerie une masse calibrée de verre en fusion destinée à être mise en forme. L'usage du terme s'est ensuite également étendu à la fabrication des récipients en polymère thermoplastique mis en forme par soufflage. 

## Verrerie

### Soufflage
En soufflage, une paraison, pour un verrier à la canne, est une goutte de verre précisément dosée, « cueillée » (ou cueillie) dans un four, qui permettra ensuite de façonner divers objets (vitres artisanales, objets d'art…) à l'aide par exemple de deux demi-moules en bois, de la force centrifuge et de l'habileté de l'artisan.
- En termes de vitrerie, c'est la première forme que prend le verre au moyen de la canne de verrier et du souffle, après l'avoir cueilli du creuset[2].
- En termes de miroiterie, c'est la première forme que l'on donne au verre en fusion en le roulant sur le marbre et le soufflant avec la fêle pour l'étendre[2].

## Matières plastiques
En plasturgie, la mise en forme par soufflage, ou gonflage, des polymères thermoplastiques peut s'effectuer de façon ponctuelle ou continue selon qu'il s'agisse de récipients ou de gaines plastiques. 

### Moulage par soufflage

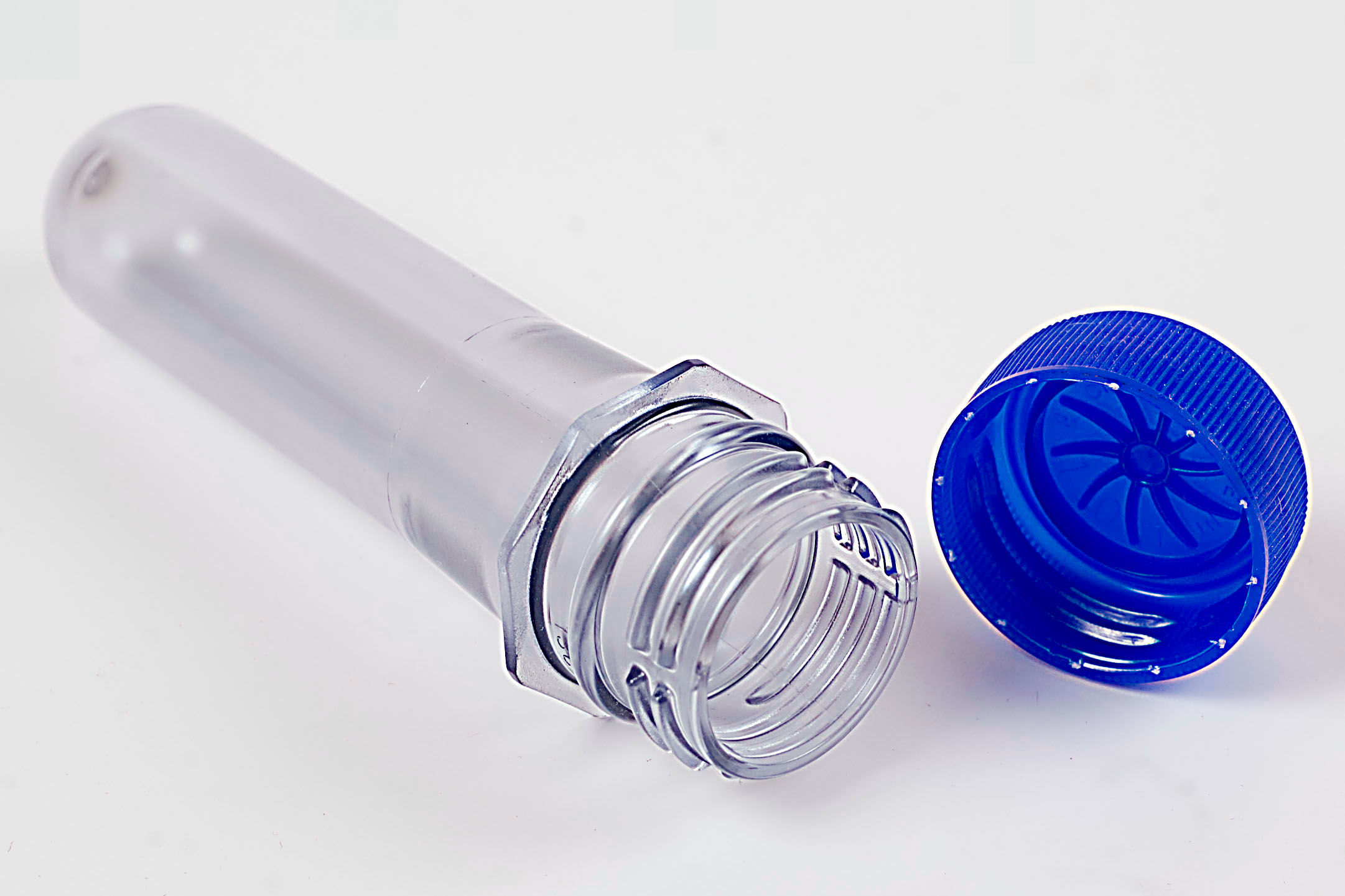
Paraison destinée à être soufflée, ce qui produira une bouteille en plastique.

En moulage par soufflage, une paraison désigne le tube en plastique avec un trou à une extrémité à travers lequel un gaz comprimé peut passer. On lui donne également le surnom de "chaussette".

### Extrusion-gonflage
Le procédé d'extrusion-gonflage forme en flux continu une paraison à paroi mince si la filière est de géométrie annulaire. Après gonflage, la paraison devient gaine. Voir sac plastique.